# Gnophos zeitunaria
Gnophos zeitunaria là một loài bướm đêm trong họ Geometridae.